# Internationale luchthaven Martinique-Aimé-Césaire
Internationale luchthaven Martinique-Aimé-Césaire is de internationale luchthaven van Martinique. De luchthaven is gelegen in Le Lamentin, maar doet dienst voor de hoofdstad Fort-de-France. De luchthaven is vernoemd naar Aimé Césaire en doet dienst als basis voor Air Caraïbes en Air Antilles. In 2023 maakten bijna 1,9 miljoen passagiers gebruik van de luchthaven.

## Geschiedenis
In 1949 werd begonnen met de bouw van een nieuwe luchthaven nabij Fort-de-France om de luchtvaart op het eiland te bevorderen. Op 18 augustus 1950 werd de luchthaven geopend met de naam Aéroport du Lamentin, op 15 januari 2007 kreeg de luchthaven haar huidige naam als eerbetoon aan Aimé Césaire.

## Luchtvaartmaatschappijen en bestemmingen
Vanaf de luchthaven kan met de volgende luchtvaartmaatschappijen naar de volgende bestemmingen gevlogen worden (juli 2024):
| Luchtvaartmaatschappij     | Bestemmingen                                                               |
| -------------------------- | -------------------------------------------------------------------------- |
| Air Antilles               | Pointe-à-Pitre                                                             |
| Air Canada                 | Montréal Seizoensgebonden: Toronto                                         |
| Air Caraïbes               | Parijs-Orly, Pointe-à-Pitre Seizoensgebonden: Cayenne                      |
| Air France                 | Cayenne, Parijs-Charles de Gaulle, Parijs-Orly, Pointe-à-Pitre, Punta Cana |
| Air Transat                | Seizoensgebonden: Montréal                                                 |
| American Airlines          | Miami                                                                      |
| Condor                     | Seizoensgebonden charter: Düsseldorf, Frankfurt                            |
| Corsair                    | Parijs-Orly Seizoensgebonden: Nantes                                       |
| Discover Airlines          | Seizoensgebonden charter: Frankfurt                                        |
| GOL                        | Seizoensgebonden charter: São Paulo                                        |
| ITA Airways                | Seizoensgebonden charter: Rome                                             |
| Sky High Aviation Services | Cayenne, Santo Domingo                                                     |
| Wamos Air                  | Seizoensgebonden charter: Milaan                                           |
| Winair                     | Marigot, Philipsburg                                                       |

## Incidenten en ongevallen
- Op 17 juli 1994 stortte een Britten-Norman BN2 Islander van Air Martinique neer tijdens de nadering. Alle zes inzittenden kwamen om het leven.[7]
- Op 16 augustus 2005 stortte West Caribbean Airways-vlucht 708 neer onderweg naar de luchthaven. Alle 160 inzittenden kwamen om het leven.[8]